# Centrul Național Media
Centrul Național Media este un trust media din România.

## Portofoliu
Trustul deține următoarele companii media:
- Televiziuni: Național TV, Național 24 Plus, Favorit TV și TTV Oradea
- Radio: Național FM, Favorit FM